# Пригоди Буратіно (мультфільм)
Пригоди Буратіно (рос. Приключения Буратино) — радянський повнометражний мальований мультфільм, створений студією Союзмультфільм за казкою О. М. Толстого «Золотий ключик, або Пригоди Буратіно». Режисер фільму — Іван Іванов-Вано.

## Сюжет
Історія пригод дерев'яної ляльки Буратіно, вирізаної з поліна шарманщиком Карло.

## Озвучування
- Ніна Гуляєва — Буратіно
- Євген Веснік — папа Карло
- Георгій Віцин — Джузеппе
- Тамара Дмитрієва — Мальвіна
- Маргарита Корабельникова — П'єро
- Олександр Баранов — Карабас-Барабас

## Знімальна група
- Режисер: Іван Іванов-Вано, Дмитро Бабиченко
- Сценарист: Людмила Толстая, Микола Ердман
- Композитор: Анатолій Лепін
- Художник-постановник: Петро Репкін, Светозар Русаков
- Мультиплікатори: Ігор Подгорський, Володимир Пекар, Володимир Попов, Фаїна Єпіфанова, Вадим Долгих, Костянтин Чикін, Борис Бутаков, Олена Хлудова, Федір Хитрук, Володимир Крумін, Валентин Караваєв, Кирило Малянтович
- Оператор: Михайло Друян
- Звукооператор: Георгій Мартинюк